# Hypnale
Genre
Hypnale est un genre de serpents de la famille des Viperidae. 

## Répartition
Les trois espèces de ce genre se rencontrent au Sri Lanka et au sud de l'Inde.

## Description
Ces serpents venimeux vivipares atteignent au plus 55 cm, avec une tête bien marquée, triangulaire. Ils vivent principalement dans des zones boisées (jungle, forêts sèches ou humides), mais peuvent s'aventurer dans les zones cultivées ou près des habitations. Ce sont des reptiles principalement nocturnes mais qui peuvent sortir le jour lorsque la luminosité est faible. Ils se nourrissent de divers petits animaux comme des lézards, serpents, grenouilles, rongeurs, ainsi que d'œufs.

## Liste des espèces
Selon The Reptile Database (16 sept. 2011) :
- Hypnale hypnale (Merrem, 1820)
- Hypnale nepa (Laurenti, 1768)
- Hypnale zara (Gray, 1849)

## Publication originale
- Fitzinger, 1843 : Systema Reptilium, fasciculus primus, Amblyglossae. Braumüller et Seidel, Wien, p. 1-106. (texte intégral).